# Haplocladium scopulum
Haplocladium scopulum là một loài Rêu trong họ Thuidiaceae. Loài này được (Mitt.) Broth. mô tả khoa học đầu tiên năm 1907.